# Операционный автомат

Пример использования операционного и управляющего автоматов

Операционный автомат — набор функциональных элементов, таких как АЛУ и логические  операции, которые выполняют обработку данных. Операционные устройства, такие как микропроцессоры, состоят из операционного автомата и управляющего автомата, большую часть которых занимает управляющий автомат, регулирующий передачу данных между операционным автоматом и памятью.